# Back Here on Earth
Albums de Gordon Lightfoot
Did She Mention My Name
(1968) Sunday Concert
(1969)
Back Here on Earth est le quatrième album studio du chanteur folk Gordon Lightfoot. Il a été enregistré en septembre 1967 et sorti en novembre 1968 sous le label United Artists.

## Liste des titres
Toutes les chansons ont été composées par Gordon Lightfoot.
| No  | Titre                    | Durée |
| --- | ------------------------ | ----- |
| 1.  | Long Way Back Home       | 3:02  |
| 2.  | Unsettled Ways           | 1:51  |
| 3.  | Long Thin Dawn           | 2:57  |
| 4.  | Bitter Green             | 2:42  |
| 5.  | The Circle Is Small      | 3:26  |
| 6.  | Marie Christine          | 2:54  |
| 7.  | Cold Hands From New York | 5:16  |
| 8.  | Affair on 8th Avenue     | 3:25  |
| 9.  | Don't Beat Me Down       | 3:16  |
| 10. | The Gypsy                | 2:45  |
| 11. | If I Could               | 4:02  |

## Personnel
- Gordon Lightfoot - Guitare à 6 et 12 cordes
- Red Shea - Guitare acoustique
- John Stockfish - Basse